# 대강 페일 에일
대강 페일 에일 (TaeGang Pale Ale), 또는 대동강 페일 에일은 한국의 크래프트 맥주 회사인 더부스와 덴마크의 주류 브랜드 미켈러 (Mikkeller)가 합작하여 만든 페일 에일 맥주다. 북한 맥주가 한국 것보다 맛있다는 기사를 쓴 기자이자 더부스의 창업자인 다니엘 튜더와, 동업자인 김희윤이 북한 대동강맥주보다 더 맛있게 만들겠다는 의미로 "대동강 페일 에일"이라는 명칭을 붙였다. 그러나 벨기에에서 생산 후 통관을 거치던 중 식품표시광고법에 따라, 실제 대동강 물을 쓴 것이 아니므로 '대동강' 표기를 쓸 수 없다는 식약청 권고에 따라 '동'자에 'Censored (검열됨)'라 쓰인 스티커를 붙인 형태로 판매하였다. 대강 페일에일은 더부스 매점의 수제 맥주 판매부터 시작해서 2017년 CU, 이마트 트레이더스 등 편의점 납품과, 2018년 진에어의 유료 기내식 음료 메뉴로 선정되며 판로를 다각화했다.
대강 페일에일은 2018년 7월 30일 대한민국의 대통령 문재인의 호프집 방문 당시 시민들과 마신 맥주로도 이름을 알렸다. 같은 해 한글날 더부스는 대강 페일 에일의 포장에서 따온 서체 '대동강체'를 공개했다.